# Timar (Imperio otomano)
Un timar era una tierra concedida por los sultanes otomanos entre los siglos XIV y XVI, con un valor anual de ingresos fiscales inferior a 20 000 akçes. Los ingresos producidos por la tierra actuaban como compensación por el servicio militar. El poseedor de un timar era conocido como timariot. Si los ingresos producidos por el timar eran de 20 000 a 100 000 akçes, el timar se llamaba zeamet, y si eran superiores a 100 000 akçes, la tierra se llamaba hass.

## Sistema timar
En el Imperio otomano, el sistema timar consistía en distribuir los ingresos previstos de un territorio conquistado en forma de prebendas temporales de tierras entre los cipayos (soldados de caballería) y otros miembros de la clase militar, incluidos los jenízaros y otros kuls (esclavos) del sultán. En raras circunstancias, las mujeres podían ser titulares de un timar. Sin embargo, este cargo se limitaba a las mujeres destacadas dentro de la familia imperial o a los miembros de alto rango de la élite otomana. Los timares podían ser pequeños, cuando los concedían los gobernadores, o grandes, que entonces requerían un certificado del sultán, pero por lo general el timar tenía un valor anual inferior a veinte mil akçes (una moneda de plata otomana). Este sistema de tenencia de la tierra duró aproximadamente desde el siglo XIV hasta el XVI. Los objetivos del sistema eran necesarios por motivos financieros, estatales y expansionistas. Los objetivos financieros del sistema eran aliviar la presión del Estado otomano de pagar al ejército, así como obtener una nueva fuente de ingresos para el tesoro central. Los objetivos expansionistas eran aumentar el número de soldados de caballería y asimilar gradualmente y poner a los países conquistados bajo el control directo de los otomanos. El Estado otomano también deseaba centralizar la autoridad del sultán eliminando el sistema feudal y los elementos aristocráticos que dominaban el imperio.

## Poder y condiciones
Dentro del sistema timar, el Estado otorgaba a los titulares de un timar, incluidos los cipayos (soldados de caballería), la autorización para tener el control de las tierras cultivables, baldías o poseídas por campesinos, terrenos baldíos, árboles frutales, bosques o aguas dentro del territorio de un timar. Los cipayos empleaban agentes o sustitutos llamados kethüda, vekil o voyvoda para recaudar los ingresos y ejercer los poderes delegados. Tenían derecho a recaudar ciertas partes de los ingresos fiscales de las tierras cultivables en determinadas localidades a cambio de un servicio al Estado. El cipayo era recompensado si procuraba el asentamiento de tierras baldías. Sin embargo, era castigado si provocaba el abandono de las tierras cultivadas. Los titulares de los timares tenían autoridad policial para perseguir y detener a los infractores dentro de sus territorios. Sin embargo, no podían ejecutar las penas hasta que recibieran un veredicto de un juez local de acuerdo con la ley imperial. Sus deberes eran proteger a los campesinos y a las personas que se encontraban en su territorio y unirse al ejército imperial durante las campañas. El sultán otorgaba a los cipayos viñedos y un prado que se encargaba de las necesidades de sus familias, criados y caballos. Una de las principales condiciones impuestas por el Estado era que el poseedor de un timar no era dueño de la tierra; la propiedad de la tierra era del Estado otomano. Otra condición esencial era que los timares no podían heredarse, pero no era raro que un timar fuera reasignado a un hijo siempre que cumpliera el servicio militar. La posesión del timar estaba supeditada al servicio militar activo y si un cipayo no realizaba el servicio militar durante siete años perdía su deber y sus tierras. No obstante, los cipayos conservaban su título y podían optar a otro timar si permanecían en la clase militar y participaban en campañas militares.

## Orígenes
Debido a la naturaleza de la documentación de la historia temprana de los otomanos, es muy difícil asignar al sistema timar una fecha concreta. Sin embargo, se puede considerar que algunos elementos del sistema timar tienen su origen en la antigüedad preislámica (antiguos imperios de Oriente Medio, Roma, Bizancio e Irán preislámico). La pronoia de finales de la época bizantina es quizá el predecesor inmediato del sistema timar. Sin embargo, no fue hasta el resurgimiento del imperio bajo Mehmed I en 1413 cuando se desarrolló un sistema de tenencia netamente timar. Antes de la caída del imperio a manos de Tamerlán en 1402, Bayezid I había concedido propiedades casi timares a sus propios esclavos. Con la reunificación de las tierras otomanas bajo un sultán, estos hombres volverían a tener un título legal sobre sus explotaciones. A lo largo de los cincuenta años siguientes, este sistema de tenencia de la tierra se amplió y normalizó en gran medida. Tras la caída de Constantinopla en 1453, los otomanos volvieron a recurrir a la consabida política de expansión mediante la conquista. Con el periodo de consolidación que siguió se produjo un movimiento hacia la anexión total y la asimilación de las provincias al sistema otomano. Esto significó la eliminación de las dinastías locales y su sustitución por el sistema timar y otros aparatos de administración provincial.

## Preparación y distribución
En el siglo XV y XVI, la inspección y la distribución del territorio conquistado entre la clase cipaya se había convertido en un proceso muy complicado y altamente burocrático. En el estudio, conocido como Tapu-tahrirs, se recogía toda la información fiscal del territorio y se dividía en timares. El proceso era el siguiente: 
1. ) se nombraba un administrador emin, acompañado por un secretario (kadi) y un juez regional que recogía la documentación disponible sobre la propiedad de la tierra y los edificios y los impuestos locales.
2. ) la información se escribe y codifica en una narración llamada (Kanunname) que medió y resolvió las contradicciones especialmente entre esas dos tradiciones legales no islámicas —local e imperial- en las que los otomanos basaron su dominio.
3. ) los funcionarios consultan con los grandes locales y van de pueblo en pueblo para inspeccionar y evaluar las tierras y otras explotaciones.
4. ) redactan los resultados de la inspección en un registro precedido por el Kanunname que enumera los nombres de todas las ciudades, aldeas y poblaciones, lo que producen y los ingresos previstos.[16]

Basándose en estas previsiones fiscales, el sultán distribuía las tierras y las aldeas a los soldados que habían participado en la conquista. Inicialmente, los candidatos a timares eran recomendados individualmente al sultán. Al recibir esta recomendación, el sultán ordenaba al gobernador provincial que adjudicara al candidato el timar en la provincia. A continuación, el candidato, «con la orden del Sultán» (eli-emirlu), salía a buscar un timar vacante adecuado para él. Se ha sugerido que existía un sistema de rotación regular, de modo que los titulares de un timar eran destituidos tras cumplir un periodo de mandato definido. Esta duración variaba en cada caso la concesión de un timar. Esto hizo que se formaran grupos que competían entre sí y estaban motivados para luchar por el favoritismo y el patrocinio del sultán.

## Problemas y declive
En la época en que Mehmed II (r. 1451-1481) reinaba en el Imperio otomano, el número de candidatos que podían optar a las subvenciones de un timar había disminuido considerablemente. Los soldados jenízaros y otros kuls del sultán esperaban cada vez más estas subvenciones como recompensa por participar en el creciente número de campañas. Además, se ofrecían timares a los voluntarios y miembros de la clase militar preotomana por su lealtad y servicio al sultán. Para satisfacer esta nueva demanda, los timares existentes se convirtieron en unidades conjuntas o se dividieron en partes. Esta creciente demanda también obligó al sultán otomano a emprender nuevas guerras de conquista en los países vecinos, creando así timares mediante nuevas inspecciones. Sin embargo, esto también aumentó el número de candidatos a las concesiones de timares. La solución a esta crisis adoptó dos formas: que más de un cipayo tuviera un solo timar y que, en lugar de recibir una aldea entera, estos recibieran participaciones en muchas aldeas para formar su timar. Es probable que estas soluciones tuvieran más implicaciones que la mera satisfacción de las demandas de una demografía creciente. El gobierno otomano tenía la política de mantener intactos los timares registrados aunque el número de cipayos creciera. Además, impedía que estos obtuvieran un control completo e independiente sobre los campesinos y las tierras de un territorio. La institución del arpalik se introdujo para facilitar la carga de los funcionarios del gobierno compensando las pérdidas de sus altos cargos. Un arpalik era una gran finca (por ejemplo, un sanjacado) confiada a algún titular de alto cargo, o a algún margrave, como acuerdo temporal antes de que fueran nombrados para algún cargo apropiado. Era una especie de apanage que se daba a un número cada vez mayor de miembros de la élite otomana para el arrendamiento de impuestos. [En lugar de resolver los problemas de la Sublime Puerta, las instituciones del arpalik introdujeron otros nuevos, incluso mayores[19]. Las funciones exactas de los titulares del arpalik nunca fueron definidas con precisión por el gobierno otomano, lo que provocó frecuentes tensiones entre la Sublime Puerta y las provincias. Estas tensiones probablemente contribuyeron además a la decadencia del sistema tradicional del timar, ya que dejaba a los cipayos claramente fuera de la cadena de mando.
A finales del siglo XVI, el sistema de tenencia de tierras de los timaress había comenzado su irremediable declive. En 1528, constituían la mayor división del ejército otomano. Los cipayos eran responsables de sus propios gastos, incluyendo el aprovisionamiento durante las campañas, su equipamiento, la provisión de hombres auxiliares (cebelu) y valets (gulam). Con la aparición de las nuevas tecnologías militares, en particular el cañón, los cipayos, que antaño habían constituido la columna vertebral del ejército otomano, se estaban quedando obsoletos. Las largas y costosas guerras que los sultanes otomanos libraron contra los Habsburgo y los iraníes habían exigido la formación de un moderno ejército permanente y profesional. Por lo tanto, se necesitaba dinero para mantenerlos. Esencialmente, el arma era más barata que el caballo. En las primeras décadas del siglo XVII, gran parte de los ingresos de los timares repercutían en el tesoro central como dinero sustitutivo (bedel) para la exención del servicio militar. Como ya no eran necesarios, cuando los titulares de los timares morían, sus posesiones no se reasignaban, sino que pasaban al dominio imperial. Una vez bajo control directo, las tierras vacantes se convertirían en granjas fiscales (mukataa) para asegurar mayores ingresos en efectivo para el gobierno central.